# Карт (Белуно)
Карт (итал. Cart) је насеље у Италији у округу Белуно, региону Венето.
Према процени из 2011. у насељу је живело 22 становника. Насеље се налази на надморској висини од 401 м.